# Anacroneuria uyara
Anacroneuria uyara är en bäcksländeart som beskrevs av Froehlich 2002. Anacroneuria uyara ingår i släktet Anacroneuria och familjen jättebäcksländor. Inga underarter finns listade i Catalogue of Life.